# Кок, Лелия
Лелия Кок (англ. Lelia Cocke, полное имя Lelia Maria Smith Cocke; 1859—1899) — американская художница-портретистка.

## Биография

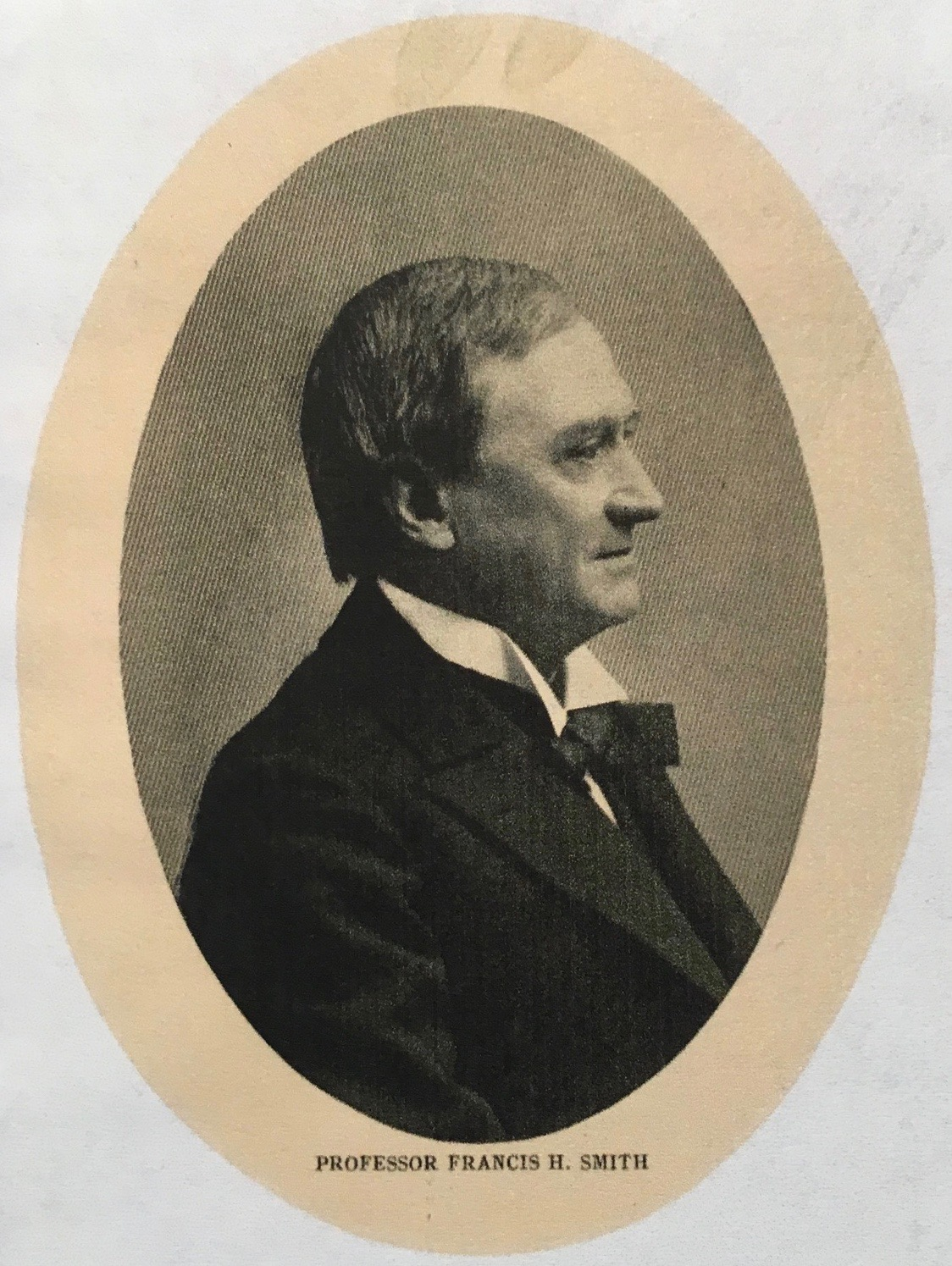
Фрэнсис Смит
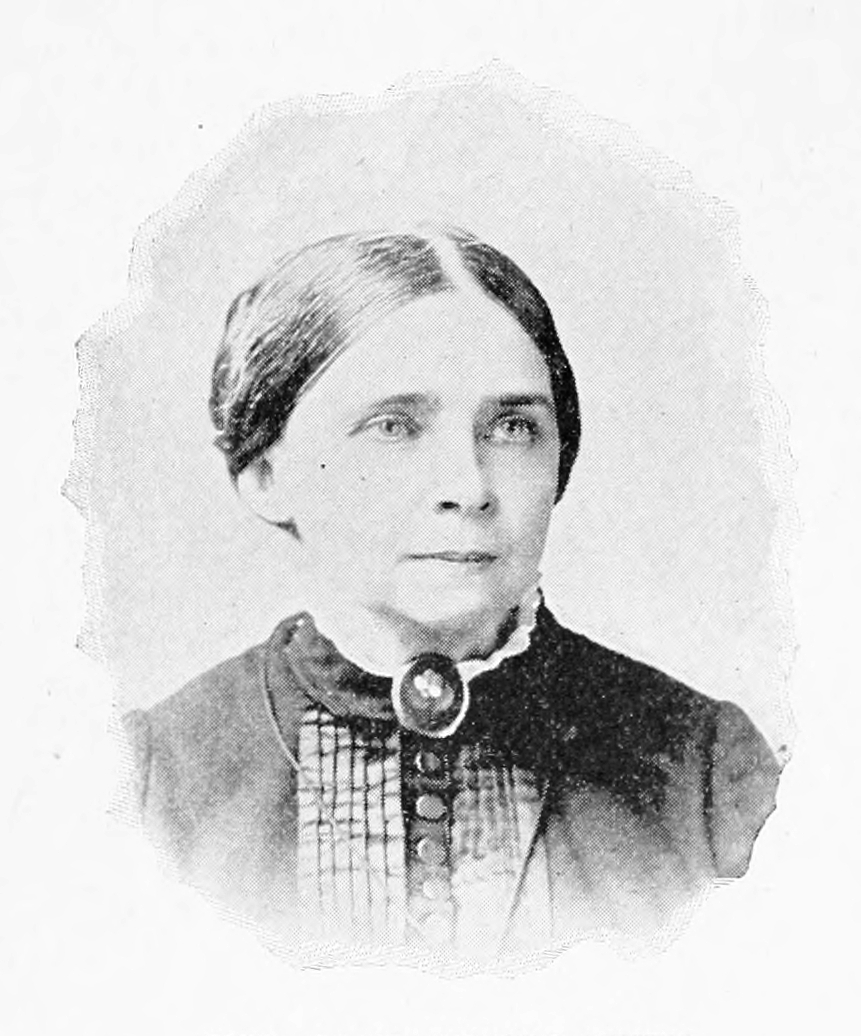
Мэри Смит

Родилась 18 марта 1859 года в Шарлоттсвилле (штат Виргиния), в семье профессора натурфилософии Университета Виргинии Фрэнсиса Смита (Francis Smith) и его жены Мэри Стюарт Харрисон Смит — писательницы и переводчика, которые были потомками колонистов и плантаторов Роберта Картера I и Уильяма Торнтона.
Для продолжения своего образования после окончания школы, поехала в Нью-Йорк, брала уроки в школе School of Design for Women при Cooper Union. В 1884 году вернулась в Виргинию и в следующем году на церемонии в Виргинском университете вышла замуж за юриста, будущего ректора университета — Люсьена Кока, кузена. Занявшись впоследствии политикой, он стал первым демократом, избранным мэром Роанока (штат Виргиния). У них родилось четверо детей: Чарльз (1886—1971), Мэри (1888—1964), Люсьен (1889—1969) и Джейн (1892—1929).
Лелия Кок была весьма плодовитой портретисткой, работавшей в этом жанре до конца жизни, несмотря на непродолжительную жизнь и карьеру. Написала более шестидесяти портретов известных людей штата и страны. Многие её работы находятся в коллекциях Университета Виргинии и Холлинс-колледжа (ныне — частный Университет Холлинза).
Умерла 5 апреля 1899 года в Роаноке. Была похоронена на кладбище Cocke Cemetery в местечке Холлинз, штат Виргиния.